# Dariusz Paradowski
Dariusz Gwidon Paradowski (ur. 5 marca 1966 w Gdańsku) – polski śpiewak operowy, kontratenor sopranowy.

## Życiorys
Śpiewał w chórze, jako pięciolatek rozpoczął naukę gry na fortepianie, kontynuując ją aż do ukończenia szkoły średniej, a międzyczasie pobierając lekcje gry na organach. Uczył się również gry na kontrabasie. Brak źródeł opisujących i dokumentujących technikę wokalną Paradowskiego. Posiada on pełny rejestr barytonowy, jednocześnie operował pełną skalą sopranu uzyskując dźwięk różny od falsetu i praktycznie niespotykany wśród kontratenorów sopranowych. Stąd częściej nazywany jest sopranistą niż kontratenorem. Skala jego głosu ma 4,5 oktawy.
Studia rozpoczął w Akademii Muzycznej im. Stanisława Moniuszki w Gdańsku, gdzie kształcił się pod kierunkiem Alicji Legieć-Matosiuk, a następnie kontynuował edukację na Wydziale Wokalno-Aktorskim Akademii Muzycznej im. Karola Lipińskiego we Wrocławiu w klasie ówczesnego rektora Eugeniusza Sąsiadka, gdzie w 1990 roku uzyskał dyplom z wyróżnieniem. Stopień doktora habilitowanego uzyskał w 2007 roku, tytuł profesora sztuk muzycznych w 2013.

### Działalność artystyczna
Jego repertuar obejmuje dzieła od muzyki dawnej, po formy współczesne. Specjalizuje się przede wszystkim w pieśniach baroku i operze klasycznej.
Dyrektor Stowarzyszenia Europe-Art z siedzibą w Paryżu. Współtwórca i reżyser Gdańskiej Opery Kameralnej. Jest wykładowcą i profesorem Wydziału Wokalno-Aktorskiego katedry Wokalistyki III Wydziału Akademii Muzycznej w Gdańsku. Jest twórcą, animatorem i dyrektorem istniejącego od 2002 roku Letniego Festiwalu Muzyki Kameralnej w Helu.
Jest bohaterem filmu dokumentalnego z 2005 roku pt. Sopranista w reż. Grzegorza Siedleckiego.

### Nagrania
- 2008 – Pieśni D. Paradowski J. Cohen
- 2005 – Muzyka Złotego Wieku w Polsce
- 1998 – Z. Preisner, Requiem dla mojego przyjaciela
- 1995 – Arie i duety operowe W.A. Mozarta
- 1994 – F. Mendelssohn-Bartholdy, Oratorium Paulus

## Nagrody i wyróżnienia
- 1996 – II nagroda oraz nagroda specjalna na konkursie wokalnym Hommage a Lucia Popp w Bratysławie
- 1998 – Paszport „Polityki” za rok 1997
- 2006 – Srebrny Krzyż Zasługi[7]
- 2007 – Nagroda Prezydenta Miasta Gdańska w Dziedzinie Kultury z okazji jubileuszu 60-lecia Akademii Muzycznej im. Stanisława Moniuszki[8]
- 2016 – Brązowy Medal „Zasłużony Kulturze Gloria Artis”[9]